# Bistrik
Bistrik (v srbské cyrilici Бистрик) je historická místní část hlavního města Bosny a Hercegoviny, Sarajeva. Administrativně je součástí Starého města. Patří k nejstarším[zdroj?] částem města. Umístěna je na svahu pohoří Trebević, na jeho nejsevernější části, v údolí potoka. Její osu tvoří ulice o stejném názvu.
Rozkládá se na levém břehu řeky Miljacky. Známá je díky františkánskému klášteru sv. Antonína Paduánského, dále díky budově Sarajevského pivovaru a budově bývalé konečné stanice Bosenské východní dráhy, kde se také natáčel film Sarajevský atentát. Mezi další významné místní stavby patří např. také Filipovićeva kasárna.